# Marguerite Monnot
Marguerite Monnot, född 28 augusti 1903 i Decize i Nièvre, död 12 oktober 1961 i Paris, var en fransk kompositör. Monnots sånger har sjungits av bland andra Édith Piaf, som Mon légionnaire (1937) och Milord (1959).